# Поклек
Поклек (алб. Poklek) је насеље у општини Глоговац, Косово и Метохија, Република Србија.

## Становништво
| Демографија | Демографија | Демографија |
| Година      | Становника  | Становника  |
| ----------- | ----------- | ----------- |
| 1948.       | 330         |             |
| 1953.       | 403         |             |
| 1961.       | 473         |             |
| 1971.       | 661         |             |
| 1981.       | 977         |             |
| 1991.       | 1.345       |             |